# Heterorrhina triangularis
Heterorrhina triangularis är en skalbaggsart som beskrevs av Delpont 2009. Heterorrhina triangularis ingår i släktet Heterorrhina och familjen Cetoniidae. Inga underarter finns listade i Catalogue of Life.